# Night of Champions (2023)
L'édition de 2023 Night Of Champions est un Premium Live Event de catch (lutte professionnelle) produit par la World Wrestling Entertainment (WWE), une fédération de catch américaine, qui est télédiffusée, visible en paiement à la séance et sur le WWE Network. L'événement a eu lieu le 27 mai 2023 au Jeddah Super Dome à Jeddah, en Arabie Saoudite.
Après huit ans d’absence, ce Premium Live Event (PLE) fait son retour pour sa dixième édition. Durant cette soirée, les superstars défendront leurs titres.

## Contexte
Les spectacles de la World Wrestling Entertainment (WWE) sont constitués de matchs aux résultats prédéterminés par les scénaristes de la WWE. Ces rencontres sont justifiées par des storylines – une rivalité avec un catcheur, la plupart du temps – ou par des qualifications survenues dans les shows de la WWE telles que Raw, SmackDown. Tous les catcheurs possèdent une gimmick, c'est-à-dire qu'ils incarnent un personnage gentil (Face) ou méchant (Heel), qui évolue au fil des rencontres. Un événement comme Night of Champions est donc un événement tournant pour les différentes storylines en cours,.

## Tableau des matchs
| Ordre par numéros                                                                         | Résultat                                                                                           | Stipulation(s)                                                                                          | Temps |
| ----------------------------------------------------------------------------------------- | -------------------------------------------------------------------------------------------------- | --- | ----- |
| 1                                                                                         | Seth "Freakin" Rollins bat AJ Styles                                                               | Match simple - Finale du tournoi pour déterminer le premier détenteur du World Heavyweight Championship | 20:40 |
| 2                                                                                         | Trish Stratus bat Becky Lynch                                                                      | Match simple                                                                                            | 14:40 |
| 3                                                                                         | Gunther (c) bat Mustafa Ali                                                                        | Match simple pour le WWE Intercontinental Championship                                                  | 8:35  |
| 4                                                                                         | Asuka bat Bianca Belair (c)                                                                        | Match simple pour le WWE Raw Women's Championship                                                       | 17:40 |
| 5                                                                                         | Rhea Ripley (c) (avec Dominik Mysterio) bat Natalya                                                | Match simple pour le WWE SmackDown Women's Championship                                                 | 1:10  |
| 6                                                                                         | Brock Lesnar bat Cody Rhodes par soumission                                                        | Match simple                                                                                            | 9:40  |
| 7                                                                                         | Kevin Owens et Sami Zayn (c) battent The Bloodline (Roman Reigns et Solo Sikoa) (avec Paul Heyman) | Tag Team match pour les Undisputed WWE Tag Team Championship                                            | 26:30 |
| La lettre C placée entre parenthèses désigne la personne ou l’équipe championne en titre. | | |       |

### Article annexes
- Liste des pay-per-views de la WWE
- WWE Night of Champions